# Sa'ud ibn Muhammad ibn Muqrin
Lo sceicco Saʿūd I ibn Muḥammad ibn Muqrin (in arabo سعود بن محمد آل مقرن‎?), (Dirʿiyya, 1640 – Dirʿiyya, 1726) è stato un nobile arabo noto per l'essere l'eponimo antenato della dinastia Saudita.

## Storia
Gli Āl Saʿūd era originari di al-Dirʿiyya, nei pressi della moderna città di Riad, nel centro della regione del Najd. Verso i primi del XVI secolo, gli avi di Saʿūd ibn Muḥammad divennero proprietari e coltivatori di campi di datteri, una delle poche forme di attività agricola che quelle aree potevano offrire, e vi s'installarono. Col tempo i palmizi s'ampliarono, nacque un piccolo centro abitato e il clan di Saʿūd ne fu riconosciuto leader.
Ebbe quattro figli maschi: Muhammad, Thunayan, Mishari e Sa'ud.
Due decenni dopo la sua morte, suo figlio Muhammad ibn Sa'ud sottoscrisse il suo storico patto con Muḥammad ibn ʿAbd al-Wahhāb (m. 1792), che avrebbe portato alla conquista dell'Arabia e alla creazione del primo Stato Saudita (l'Emirato di Dirʿiyya). 
Lo Shaykh Muḥammad è noto anche come "Ibn Saʿūd" e da lui prese il suo nome il suo clan.